# Drosophila apicespinata
Drosophila apicespinata este o specie de muște din genul Drosophila, familia Drosophilidae, descrisă de Zhang și Gan în anul 1986. Conform Catalogue of Life specia Drosophila apicespinata nu are subspecii cunoscute.